# Cryptome
Cryptome est un site web hébergé aux États-Unis qui collectionne des milliers de documents sensibles ou censurés par divers gouvernements depuis 1996. Le propriétaire du site est John Young, un architecte de New York.

## Thèmes
Le thème général est l'espionnage et la surveillance, ce qui comprend notamment des documents sur :
- les télécommunications :
  - cryptologie ;
  - Echelon ;
  - TEMPEST ;
  - La page Indymédia qui a causé une saisie des disques durs par le FBI[1].
- le terrorisme :
  - Oussama ben Laden (notamment le procès par contumace pour les attentats de 1993) ;
  - des images satellites (bâtiments gouvernementaux, théâtres de guerre) ;
  - des photos de soldats américains morts en Irak ;
  - une liste des agents du MI6.